# Manta (Équateur)
Pour les articles homonymes, voir Manta.
Manta est une ville de la province de Manabí, en Équateur. C'est également le siège du canton de Manta. Sa population s'élevait à 192 322 habitants au recensement de 2001.

## Géographie
Manta est une ville portuaire sur l'océan Pacifique. Elle est située à 31 km à l'ouest de Portoviejo, la capitale de la province, à 167 km au nord-ouest de Guayaquil et à 260 km au sud-ouest de Quito.

## Histoire
La ville existait déjà avant l'époque espagnole. Elle servait de poste d'approvisionnement pour les Mantas et les Mayas.
Cette localité fut le port choisi par Charles Marie de la Condamine, à son arrivée en Équateur, où il dirigea la Mission géodésique française, qui mesura avec précision l'emplacement de l'équateur en 1735. À partir de ce port, La Condamine poursuivit son chemin vers Quito.
Le 23 juillet 2023, Agustín Intriago (en), maire de la ville depuis 2019, est assassiné.

## Économie
L'activité économique principale de Manta est la pêche au thon, pour laquelle la ville dispose d'une flotte importante.
La base aérienne louée aux États-Unis (US Air Force) (fermée en 2009) par le gouvernement équatorien pour les opérations de lutte antinarcotique est située à Manta et génère donc des revenus à la ville.
La ville est également réputée pour la commercialisation de « paja toquilla » (la paille) pour la confection des chapeaux Panama — et à la renommée internationale — parce que ces chapeaux ont été originellement vendus par la Chaîne de Panama, mais sont confectionnés dans le canton proche de Montecristi.
Autres activités économiques :
- Tourisme
- Industrie chimique (Produits du nettoyage, pétrole)
- Industrie agroalimentaire :
  - Huile végétale (Production et embouteillage)
  - Margarine

À partir de 2011, la ville devrait être le point de départ du Corridor multimodal Manta - Manaus.

### Tourisme
Manta possède des plages intéressantes pour l'activité touristique. En effet, la température moyenne est de l'ordre de 25 °C.
La venue de bateaux de croisière et la construction d'hôtels modernes tel le Oro Vert et le Howard Johnson ont transformé Manta. C'est désormais une destination touristique importante.

## Culture
La ville est connue grâce à son festival international annuel de théâtre, où des groupes théâtraux de lieux distincts du monde viennent y participer. En octobre la ville commémore le mois des arts et la culture, mais l'un des évènements que plus célèbre est la fête du commerce.
La ville est visitée par beaucoup de touristes étrangers qui veulent apprendre l'espagnol et connaître les coutumes locales.

## Gastronomie
La gastronomie est aussi une des attractions principales de Manta :
- Le « ceviche » de différents fruits de mer
- Le « ceviche de pescado » (thon blanc, arachides, manioc, maïs et patate douce)

## Végétation
La ville de Ecuador Manta de Manta est décorée par une grande variété d'espèces d'arbres, entre autres :
- Ceibos
- Jasmins
- Amandiers
- Plants de caoutchouc
- Acacias
- Arbres à mangues
- Palmiers sur les plages

### Plantes notables
On peut y observer la bougainvillée et ses fleurs colorées près de Manta.
Le balsa (ochroma logopus), un arbre des forêts équatoriales, est originaire de cette province. Son bois léger a permis aux premiers habitants de la région de construire facilement et rapidement des embarcations capables de naviguer sur de grandes distances : avec un plancher en balsa et des parois en bambous (guadua augustifolia).

## Personnalités
- José María Egas, poète équatorien né à Manta (1897-1982)